# Référendums de 2020 en Arizona
Deux référendums ont lieu en 2020 en Arizona le 3 novembre 2020. La population est amenée à se prononcer sur les éléments suivants :
- Légalisation du cannabis ;
- Création d'une nouvelle tranche d'impôt.